# Liga de Voleibol Superior Masculino 1982
La Liga de Voleibol Superior Masculino 1982 si è svolta nel 1982: al torneo hanno partecipato 14 franchigie portoricane e la vittoria finale è andata per la quinta volta ai Plataneros de Corozal.

## Regolamento
La competizione vede le quattordici franchigie partecipanti affrontarsi senza un calendario rigido fino ad arrivare a ventisei incontri ciascuna:
- Le prime otto classificate accedono ai play-off scudetto, dove vengono accoppiate col metodo della serpentina, strutturati in quarti di finale e semifinali al meglio delle cinque gare, mentre la finale si gioca al meglio delle sette gare.

## Squadre partecipanti
| - Bucaneros de Arroyo - Caciques de Jayuya - Cafeteros de Yauco - Changos de Naranjito - Cocoteros de Isla Verde - Criollos de Caguas - Delfines de Trujillo | - Gigantes de Adjuntas - Guayacanes de Guayanilla - Leñeros de Lares - Patriotas de Lares - Plataneros de Corozal - Potros de Santa Isabel - Tigres de Ensenada |

## Campionato

### Regular season

#### Classifica
| Pos. | Squadra                  | Pt | G  | V  | P  | SV | SP | Ratio | PF | PS | Ratio |
| ---- | ------------------------ | -- | -- | -- | -- | -- | -- | ----- | -- | -- | ----- |
| 1    | Patriotas de Lares       | 52 | 26 | 26 | 0  |    |    |       |    |    |       |
| 2    | Plataneros de Corozal    | 48 | 26 | 24 | 2  |    |    |       |    |    |       |
| 3    | Cafeteros de Yauco       | 42 | 26 | 21 | 5  |    |    |       |    |    |       |
| 4    | Changos de Naranjito     | 38 | 26 | 19 | 7  |    |    |       |    |    |       |
| 5    | Guayacanes de Guayanilla | 32 | 27 | 16 | 11 |    |    |       |    |    |       |
| 6    | Bucaneros de Arroyo      | 30 | 27 | 15 | 12 |    |    |       |    |    |       |
| 7    | Leñeros de Lares         | 22 | 26 | 11 | 15 |    |    |       |    |    |       |
| 8    | Caciques de Jayuya       | 22 | 27 | 11 | 16 |    |    |       |    |    |       |
| 9    | Delfines de Trujillo     | 20 | 27 | 10 | 17 |    |    |       |    |    |       |
| 10   | Criollos de Caguas       | 16 | 26 | 8  | 18 |    |    |       |    |    |       |
| 11   | Tigres de Ensenada       | 14 | 25 | 7  | 18 |    |    |       |    |    |       |
| 12   | Gigantes de Adjuntas     | 14 | 26 | 7  | 19 |    |    |       |    |    |       |
| 13   | Cocoteros de Isla Verde  | 10 | 26 | 5  | 21 |    |    |       |    |    |       |
| 14   | Potros de Santa Isabel   | 8  | 25 | 4  | 21 |    |    |       |    |    |       |

| Ai play-off scudetto |

### Play-off
|  | Quarti di finale | Quarti di finale         | Quarti di finale     |                       |                      | Semifinali            | Semifinali | Semifinali |  |  | Finale | Finale             | Finale |
|  |                  |                          |                      |                       |                      |                       |            |            |  |  |        |                    |        |
|  | 1                | Patriotas de Lares       | 3                    |                       |                      |                       |            |            |  |  |        |                    |        |
|  | 8                | Caciques de Jayuya       | 0                    |                       |                      |                       |            |            |  |  |        |                    |        |
|  | 8                | Caciques de Jayuya       | 0                    |                       | 1                    | Patriotas de Lares    | 3          |            |  |  |        |                    |        |
|  |                  |                          |                      |                       | 1                    | Patriotas de Lares    | 3          |            |  |  |        |                    |        |
|  |                  | 4                        | Changos de Naranjito | 0                     |                      |                       |            |            |  |  |        |                    |        |
|  | 4                | 4                        | Changos de Naranjito | 0                     | Changos de Naranjito | 3                     |            |            |  |  |        |                    |        |
|  | 4                |                          |                      |                       | Changos de Naranjito | 3                     |            |            |  |  |        |                    |        |
|  | 5                | Guayacanes de Guayanilla | 2                    |                       |                      |                       |            |            |  |  |        |                    |        |
|  |                  |                          |                      |                       |                      |                       |            |            |  |  | 1      | Patriotas de Lares | 1      |
|  |                  |                          | 2                    | Plataneros de Corozal | 4                    |                       |            |            |  |  |        |                    |        |
|  | 2                | Plataneros de Corozal    | 3                    |                       |                      |                       |            |            |  |  |        |                    |        |
|  | 7                | Leñeros de Lares         | 1                    |                       |                      |                       |            |            |  |  |        |                    |        |
|  | 7                | Leñeros de Lares         | 1                    |                       | 2                    | Plataneros de Corozal | 3          |            |  |  |        |                    |        |
|  |                  |                          |                      |                       | 2                    | Plataneros de Corozal | 3          |            |  |  |        |                    |        |
|  |                  | 3                        | Cafeteros de Yauco   | 2                     |                      |                       |            |            |  |  |        |                    |        |
|  | 3                | 3                        | Cafeteros de Yauco   | 2                     | Cafeteros de Yauco   | 3                     |            |            |  |  |        |                    |        |
|  | 3                |                          |                      |                       | Cafeteros de Yauco   | 3                     |            |            |  |  |        |                    |        |
|  | 6                | Bucaneros de Arroyo      | 0                    |                       |                      |                       |            |            |  |  |        |                    |        |